# APL-Temasek-Typ
Die Schiffe des APL-Temasek-Typs zählen zu den ULCS-Containerschiffen.

## Geschichte
Die Baureihe wurde im Juni 2011 von der singapurischen Reederei Neptune Orient Lines in Auftrag gegeben und ab 2012 von der südkoreanischen Werft Hyundai Samho Heavy Industries Company gebaut. Eingesetzt werden die Schiffe unter dem Namen der Reedereien American President Lines und Mitsui O.S.K. Lines. Das erste abgelieferte Schiff der acht zu bauenden Einheiten war die 2013 in Fahrt gesetzte APL Temasek. Eingesetzt werden die Schiffe auf der Europa-Fernostroute.
Mehrere Schiffe der Klasse wurden 2018/19 verlängert sowie die Decksaufbauten erhöht.

## Technik

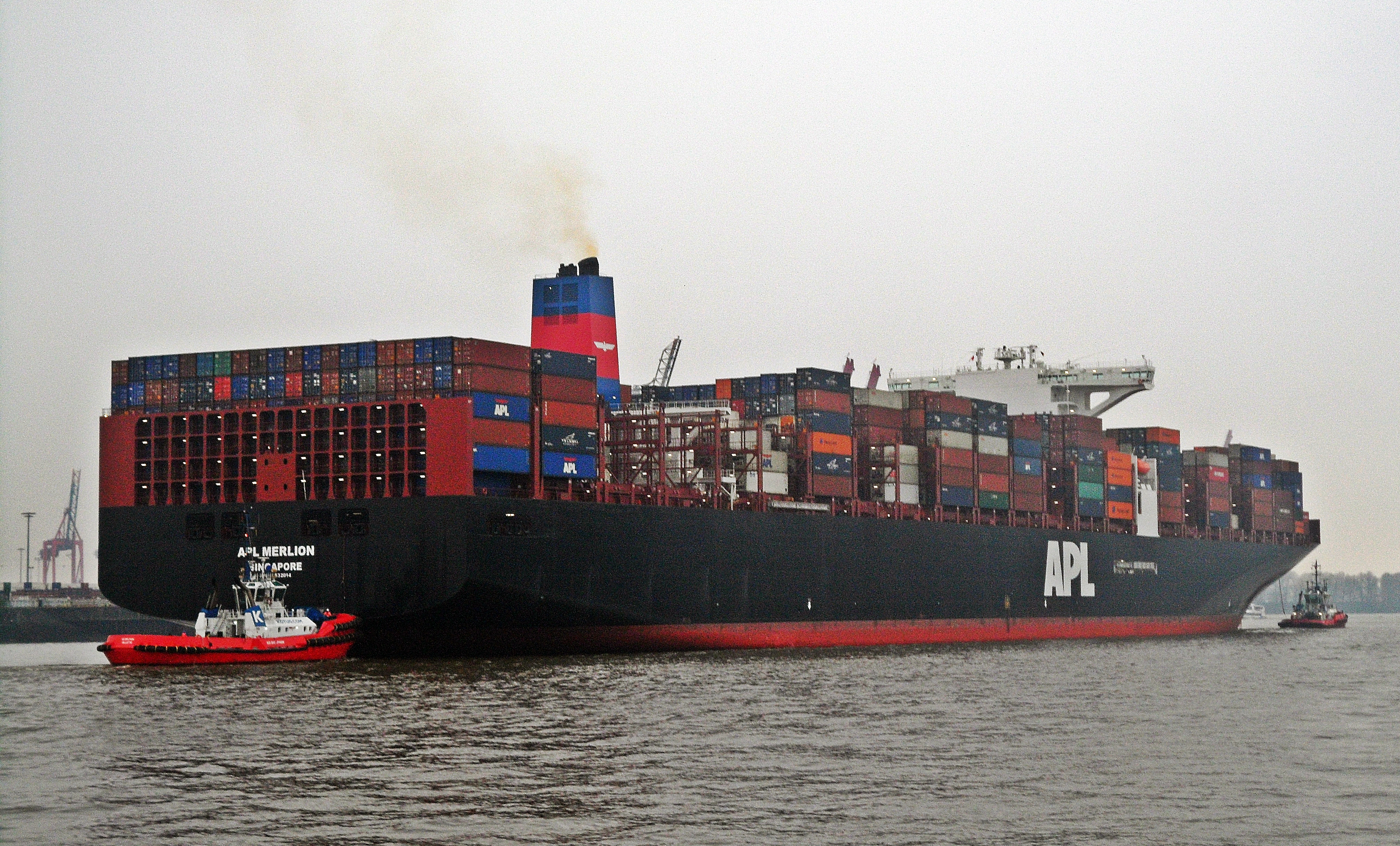
Die APL Merlion ausgehend Hamburg

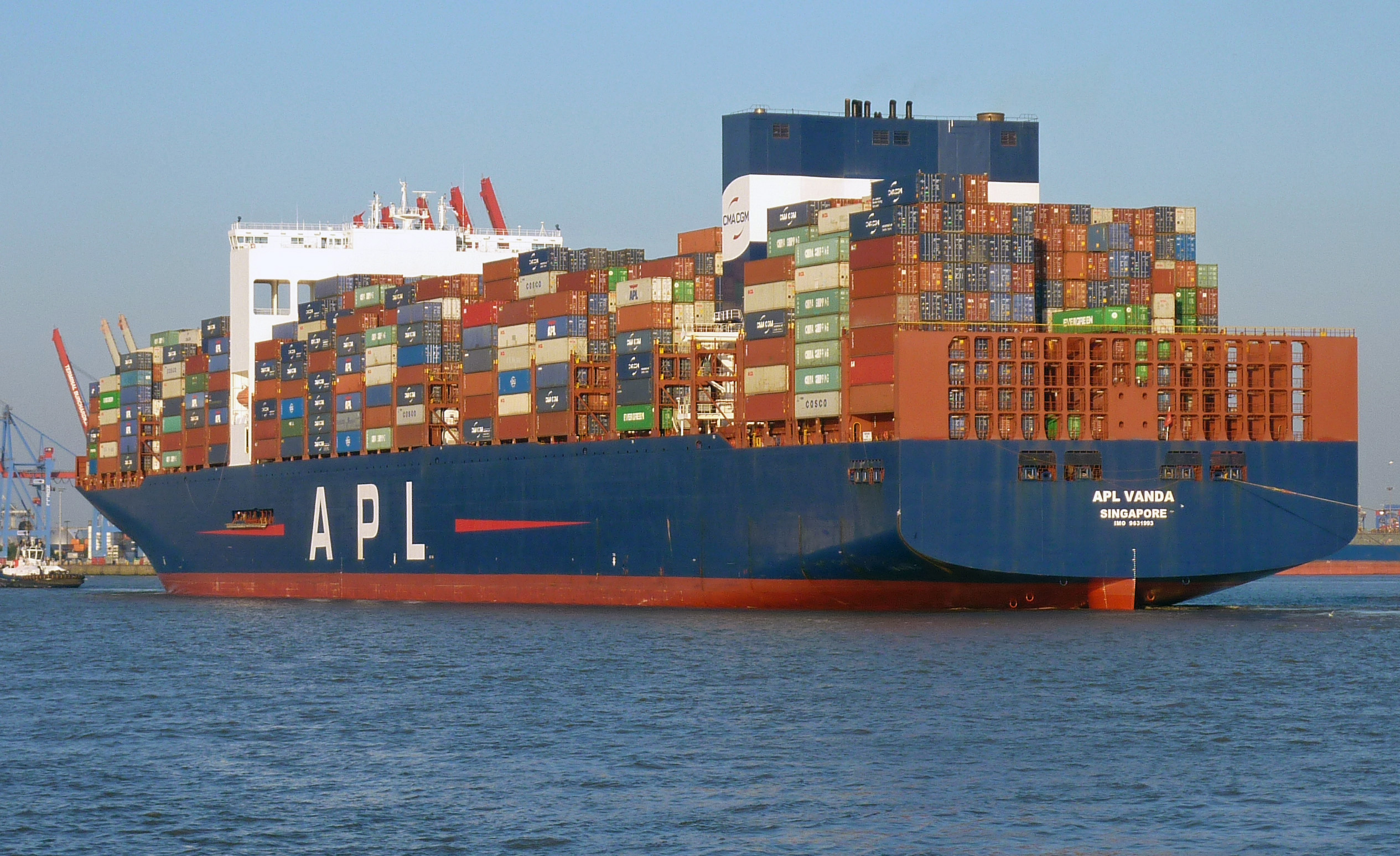
APL Vanda nach dem Umbau 2020 mit verändertem Schornstein

Die Doppelhüllenschiffe zählen zur Gruppe der ULCS-Containerschiffe. Schiffbaulich auffallend sind eine Reihe von Details im Sinne des Umweltschutzes in der Seeschifffahrt. Das Deckshaus ist, anders als bei der Mehrzahl der herkömmlichen Containerschiffe, weit vorne angeordnet, was einen verbesserten Sichtstrahl und somit höhere vordere Decksbeladung ermöglicht. Ein besonderes Merkmal des Decksaufbaus der Schiffe ist ihre über die gesamte Schiffsbreite reichende Ausdehnung, die eine größere Sicherheit gegen Piraterie und andere Übergriffe bieten soll. Das Deckshaus späterer Einheiten dieser Serie ist im Bereich der oberen Decks herkömmlich gebaut und reicht nicht über die gesamte Decksbreite. Unterhalb des Aufbaus sind unter anderem die Bunkertanks angeordnet, um neueste MARPOL-Vorschriften zu erfüllen. Die Antriebsanlage mit dem von Hyundai Heavy Industries in Lizenz gefertigten Zweitakt-Diesel-Hauptmotor des Typs MAN B&W 11S90ME-C9.2 ist weit achtern angeordnet. Zur Verbesserung der Manövriereigenschaften sind Querstrahlruder im Bug und Heck angeordnet. Die Laderäume der Schiffe werden mit Pontonlukendeckeln verschlossen. Die Schiffe haben eine maximale Containerkapazität von rund 13.900 bis 14.000 TEU, bei einem durchschnittlichen Containergewicht von vierzehn Tonnen verringert sich die Kapazität. Weiterhin sind Anschlüsse für Integral-Kühlcontainer vorhanden.

## Die Schiffe (Auswahl)
| APL-Temasek-Typ                     | APL-Temasek-Typ | APL-Temasek-Typ | APL-Temasek-Typ                                      | APL-Temasek-Typ                        |
| Bauname                             | Bau- nummer     | IMO-Nummer      | Kiellegung Stapellauf Ablieferung                    | Umbenennungen und Verbleib             |
| ----------------------------------- | --------------- | --------------- | ---------------------------------------------------- | -------------------------------------- |
| APL Temasek                         | S630            | 9631955         | 22. Oktober 2012 5. Januar 2013 13. März 2013        | -                                      |
| MOL Quest                           | S631            | 9631967         | 3. Dezember 2012 8. Februar 2013 10. April 2013      | 2017: APL Lion City                    |
| APL Raffles                         | S632            | 9631979         | 7. Januar 2013 23. März 2013 20. Mai 2013            | -                                      |
| APL Advance                         | S633            | 9631981         | 14. Februar 2013 26. April 2013 26. Juni 2013        | 2013: MOL Quality, 2015: APL Changi    |
| APL Adviser                         | S634            | 9631993         | 25. März 2013 1. Juni 2013 22. Juli 2013             | 2013: APL Vanda                        |
| APL Agile                           | S635            | 9632002         | 29. April 2013 6. Juli 2013 10. September 2013       | 2013: MOL Quartz, 2017: APL Singapura  |
| APL Ambassador                      | S636            | 9632014         | 3. Juni 2013 17. August 2013 15. Februar 2014        | 2014: APL Merlion                      |
| APL Ambition                        | S637            | 9632026         | 8. Juli 2013 28. September 2013 15. März 2014        | 2014: MOL Quasar, 2017 APL Fullerton   |
| APL Ascend                          | S638            | 9632038         | 19. August 2013 2. November 2013 10. April 2014      | 2014: MOL Quintet, 2017: APL Esplanade |
| APL Aspire                          | S639            | 9632040         | 30. September 2013 14. September 2013 22. April 2014 | APL Sentosa                            |
| Daten: Equasis, DNV Vessel Register |                 |                 |                                                      |                                        |